# Mount Teroken
Mount Teroken je najviša točka na mikronezijskom otoku Weno u državi Chuuk. Uzdiže se do visine od 364 m.